# Автомат підземного ремонту свердловин
Автомат підземного ремонту (англ. undeground repair automaton; нім. Automat fur Untertaqereparatur) — машина (прилад), що виконує роботу зі скручування і розкручування труб при підземному ремонті свердловин за допомогою особливого механізму без участі людини; інакше: автомат Молчанова. (розроблений Г.В. Молчановим).